# Мацурі

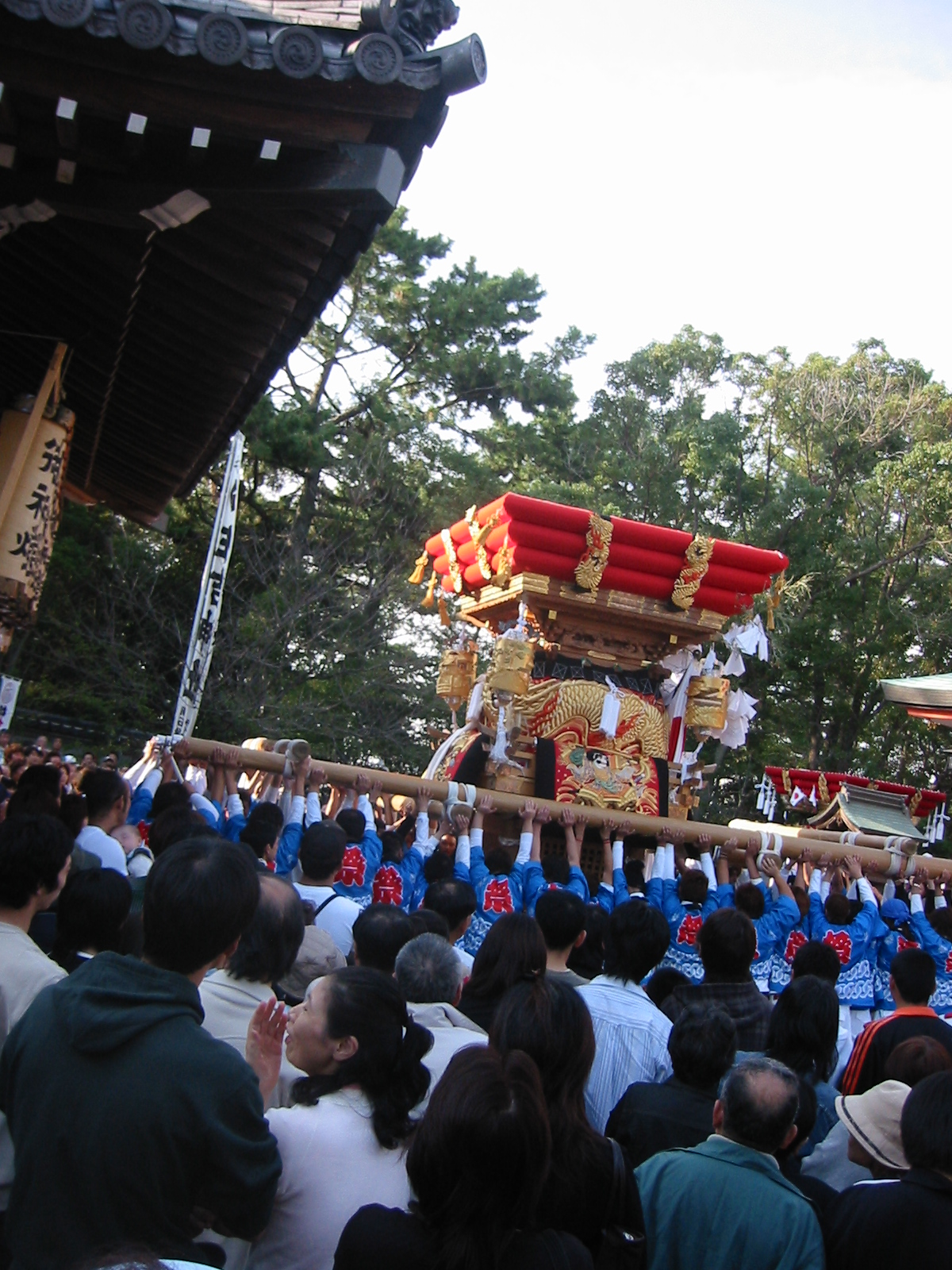
Вірні несуть святилище мікосі на святі-мацурі у Осаці

Мацу́рі (яп. 祭り(祭) — мацурі, «свято») — еквівалент свята у релігії синто або фестивалю у сучасній Японії.
Не існує узгодженого календаря для всіх мацурі країни, позаяк вірування японців мають сильну територіальну диференціацію і не можуть бути уніфіковані. Більшість свят припадає на серпень, коли поминають померлих, та жовтень, коли збирають урожай.
Характерною рисою мацурі є хода по вулицях із невеликими переносним святилищем-ношами мікосі, у якому перебуває божество. Свято супроводжується сильними вигуками і гуляннями. Вважається, що гомоніння веселить богів камі.
Організація мацурі не змінилася з давніх часів — вони досі влаштовуються сільськими і міськими общинами за підтримки місцевої влади.
Серед відомих свят-мацурі Японії можна виділити Канда мацурі у Токіо, Гіон мацурі у Кіото та Саке мацурі (свято японської горілки) у Хіґасі-Хіросімі.